# 강원생활과학고등학교
강원생활과학고등학교(江原生活科學高等學校)는 대한민국 강원특별자치도 홍천군 남면 양덕원리에 있는 강원특별자치도립 고등학교이다.

## 학교 연혁
- 1974년 1월 5일 : 양덕상업고등학교 설립 인가
- 1974년 3월 5일 : 개교식 거행
- 2002년 1월 5일 : 학과개편 경영정보과, 정보처리과, 미용예술과 각 1반
- 2002년 3월 1일 : 홍천정보과학고등학교 교명 변경
- 2003년 3월 1일 : 자율학교 도 지정 연구시범학교 (2002.03.01 ~ 2006.02.28)
- 2004년 10월 1일 : 특성화고등학교(미용) 선정
- 2005년 3월 1일 : 학과개편(정보처리과 1반, 미용예술과 2반)
- 2009년 7월 23일 : 보건간호과 1학급 개설 인가
- 2012년 3월 2일 : 강원생활과학고등학교 교명 변경
- 2025년 1월 8일 : 제49회 졸업식(49명 졸업, 총 4,997명)
- 2025년 3월 1일 : 제21대 곽호종 교장 취임
- 2025년 3월 4일 : 입학식(보건간호과 1학급, 미용예술과 2학급 56명)

## 설치 학과
- 보건간호과
- 미용예술과

## 참고 자료
- 강원생활과학고등학교 - 한국교육학술정보원 학교알리미